# Leucocarbo verrucosus
El cormorán de las Kerguelen (Leucocarbo verrucosus) es una especie de ave pelecaniforme de la familia Phalacrocoracidae. Es endémica de las islas Kerguelen.